# Eike Immel
Eike Immel (Stadtallendorf, 27 november 1960) is een Duits voormalig professioneel voetballer die tussen 1978 en 1997 als doelman actief was voor Borussia Dortmund, VfB Stuttgart en Manchester City. In 1980 debuteerde hij in het West-Duits voetbalelftal en hij speelde uiteindelijk negentien interlands.

## Clubcarrière
Immel speelde op zijn zeventiende zijn eerste wedstrijden in het eerste elftal van Borussia Dortmund. In zijn tweede seizoen werd hij eerste keuze onder de lat en die plek behield hij acht seizoenen. In 1986 maakte hij de overstap naar VfB Stuttgart. Daar was hij ook jaren eerste doelman. In 1992 werd hij landskampioen met Stuttgart. Drie jaar daarvoor was Immel al verliezend finalist in de UEFA Cup geworden met zijn club. In 1995 vertrok de doelman naar het Engelse Manchester City, waar hij twee jaar onder contract stond. In 1997 zette hij een punt achter zijn carrière.

## Clubstatistieken
| Seizoen | Club              | Competitie     | Competitie | Competitie | Beker | Beker | Internationaal | Internationaal | Totaal | Totaal |
| Seizoen | Club              | Competitie     | Wed.       | Dlp.       | Wed.  | Dlp.  | Wed.           | Dlp.           | Wed.   | Dlp.   |
| ------- | ----------------- | -------------- | ---------- | ---------- | ----- | ----- | -------------- | -------------- | ------ | ------ |
| 1978/79 | Borussia Dortmund | Bundesliga     | 10         | 0          | 2     | 0     | —              | —              | 12     | 0      |
| 1979/80 | Borussia Dortmund | Bundesliga     | 34         | 0          | 4     | 0     | —              | —              | 38     | 0      |
| 1980/81 | Borussia Dortmund | Bundesliga     | 34         | 0          | 0     | 0     | —              | —              | 34     | 0      |
| 1981/82 | Borussia Dortmund | Bundesliga     | 34         | 0          | 1     | 0     | —              | —              | 35     | 0      |
| 1982/83 | Borussia Dortmund | Bundesliga     | 34         | 0          | 4     | 0     | —              | —              | 38     | 0      |
| 1983/84 | Borussia Dortmund | Bundesliga     | 33         | 0          | 1     | 0     | —              | —              | 34     | 0      |
| 1984/85 | Borussia Dortmund | Bundesliga     | 34         | 0          | 2     | 0     | —              | —              | 36     | 0      |
| 1985/86 | Borussia Dortmund | Bundesliga     | 37         | 0          | 3     | 0     | —              | —              | 40     | 0      |
| 1986/87 | VfB Stuttgart     | Bundesliga     | 33         | 0          | 1     | 0     | 4              | 0              | 38     | 0      |
| 1987/88 | VfB Stuttgart     | Bundesliga     | 29         | 0          | 1     | 0     | —              | —              | 30     | 0      |
| 1988/89 | VfB Stuttgart     | Bundesliga     | 29         | 0          | 4     | 0     | 10             | 0              | 43     | 0      |
| 1989/90 | VfB Stuttgart     | Bundesliga     | 27         | 0          | 3     | 0     | 6              | 0              | 36     | 0      |
| 1990/91 | VfB Stuttgart     | Bundesliga     | 34         | 0          | 4     | 0     | —              | —              | 38     | 0      |
| 1991/92 | VfB Stuttgart     | Bundesliga     | 38         | 0          | 4     | 0     | —              | —              | 42     | 0      |
| 1992/93 | VfB Stuttgart     | Bundesliga     | 30         | 0          | 3     | 0     | 3              | 0              | 36     | 0      |
| 1993/94 | VfB Stuttgart     | Bundesliga     | 34         | 0          | 1     | 0     | —              | —              | 35     | 0      |
| 1994/95 | VfB Stuttgart     | Bundesliga     | 33         | 0          | 2     | 0     | —              | —              | 35     | 0      |
| 1995/96 | Manchester City   | Premier League | 38         | 0          | 1     | 0     | —              | —              | 39     | 0      |
| 1996/97 | Manchester City   | First Division | 4          | 0          | 0     | 0     | —              | —              | 4      | 0      |
| Totaal  | Totaal            | Totaal         | 579        | 0          | 41    | 0     | 23             | 0              | 643    | 0      |

## Interlandcarrière
Immel maakte op 11 oktober 1980 zijn debuut in het West-Duits voetbalelftal. Op die dag werd in Eindhoven met 1–1 gelijkgespeeld tegen Nederland door doelpunten van Horst Hrubesch en Ernie Brandts. Immel mocht van bondscoach Jupp Derwall in de rust invallen voor Harald Schumacher. De andere debutant dit duel was Kurt Niedermayer (Bayern München). In zijn periode bij Dortmund speelde Immel later nog drie interlands. In 1987 werd Schumacher, op dat moment eerste doelman van het nationale team, geschorst vanwege uitspraken over doping in zijn autobiografie. Door de schorsing van Schumacher werd Immel, met nog een jaar te gaan voor het EK 1988 in eigen land, eerste keuze voor bondscoach Franz Beckenbauer. Voor dat toernooi werd hij dan ook opgeroepen en hij was eerste keuze onder de lat. Zo speelde hij dat toernooi mee in vier wedstrijden. De laatste was de halve finale, tegen Nederland. Lothar Matthäus opende via een strafschop de score namens de thuisploeg, maar door goals van Ronald Koeman en Marco van Basten kwalificeerde Nederland zich voor de finale, tegen de Sovjet-Unie. Na deze wedstrijd besloot Immel te stoppen als doelman van Die Mannschaft, mede door de concurrentie van Bodo Illgner. Hiermee speelde hij zijn eerste en laatste wedstrijd beide tegen Nederland.
| Interlands van Eike Immel voor Duitsland | Interlands van Eike Immel voor Duitsland | Interlands van Eike Immel voor Duitsland | Interlands van Eike Immel voor Duitsland | Interlands van Eike Immel voor Duitsland | Interlands van Eike Immel voor Duitsland |
| №                                        | Datum                                    | Wedstrijd                                | Uitslag                                  | Competitie                               |                                          |
| Als speler van Borussia Dortmund         | Als speler van Borussia Dortmund         | Als speler van Borussia Dortmund         | Als speler van Borussia Dortmund         | Als speler van Borussia Dortmund         | Als speler van Borussia Dortmund         |
| ---------------------------------------- | ---------------------------------------- | ---------------------------------------- | ---------------------------------------- | ---------------------------------------- | ---------------------------------------- |
| 1                                        | 11 oktober 1980                          | Nederland – West-Duitsland               | 1 – 1                                    | Vriendschappelijk                        |                                          |
| 2                                        | 19 mei 1981                              | West-Duitsland – Brazilië                | 1 – 2                                    | Vriendschappelijk                        |                                          |
| 3                                        | 18 november 1981                         | West-Duitsland – Albanië                 | 8 – 0                                    | WK 1986 kwalificatie                     |                                          |
| 4                                        | 12 mei 1982                              | Noorwegen – West-Duitsland               | 2 – 4                                    | Vriendschappelijk                        |                                          |
| Als speler van VfB Stuttgart             |                                          |                                          |                                          |                                          |                                          |
| 5                                        | 29 oktober 1986                          | Oostenrijk – West-Duitsland              | 4 – 1                                    | Vriendschappelijk                        |                                          |
| 6                                        | 25 maart 1987                            | Israël – West-Duitsland                  | 0 – 2                                    | Vriendschappelijk                        |                                          |
| 7                                        | 18 april 1987                            | West-Duitsland – Italië                  | 0 – 0                                    | Vriendschappelijk                        |                                          |
| 8                                        | 12 augustus 1987                         | West-Duitsland – Frankrijk               | 2 – 1                                    | Vriendschappelijk                        |                                          |
| 9                                        | 9 september 1987                         | West-Duitsland – Engeland                | 3 – 1                                    | Vriendschappelijk                        |                                          |
| 10                                       | 18 november 1987                         | Hongarije – West-Duitsland               | 0 – 0                                    | Vriendschappelijk                        |                                          |
| 11                                       | 12 december 1987                         | Brazilië – West-Duitsland                | 1 – 1                                    | Vriendschappelijk                        |                                          |
| 12                                       | 31 maart 1988                            | West-Duitsland – Zweden                  | 1 – 1                                    | Vriendschappelijk                        |                                          |
| 13                                       | 2 april 1988                             | West-Duitsland – Argentinië              | 1 – 0                                    | Vriendschappelijk                        |                                          |
| 14                                       | 27 april 1988                            | West-Duitsland – Zwitserland             | 1 – 0                                    | Vriendschappelijk                        |                                          |
| 15                                       | 4 juni 1988                              | West-Duitsland – Joegoslavië             | 1 – 1                                    | Vriendschappelijk                        |                                          |
| 16                                       | 10 juni 1988                             | West-Duitsland – Italië                  | 1 – 1                                    | EK 1988                                  |                                          |
| 17                                       | 14 juni 1988                             | West-Duitsland – Denemarken              | 2 – 0                                    | EK 1988                                  |                                          |
| 18                                       | 17 juni 1988                             | West-Duitsland – Spanje                  | 2 – 0                                    | EK 1988                                  |                                          |
| 19                                       | 21 juni 1988                             | West-Duitsland – Nederland               | 1 – 2                                    | EK 1988                                  |                                          |

## Erelijst
| Competitie             |               |               |               |               |
| Competitie             | Aantal        | Jaren         |               |               |
| VfB Stuttgart          | VfB Stuttgart | VfB Stuttgart | VfB Stuttgart | VfB Stuttgart |
| ---------------------- | ------------- | ------------- | ------------- | ------------- |
| Bundesliga             | 1             | 1991/92       |               |               |
| Duitse supercup        | 1             | 1992          |               |               |
| West-Duitsland         |               |               |               |               |
| Europees kampioenschap | 1             | 1980          |               |               |